# Myka Meier
Myka Volney Meier (Sarasota, Florida, 27 de junio de 1982) es una escritora, profesora de protocolo y etiqueta y emprendedora estadounidense-británica. Es la fundadora de Beaumont Etiquette y cofundadora del Programa «Plaza Hotel's Finishing Program.» Meier es la autora de dos libros, Modern Etiquette Made Easy: A Five-Step Method to Mastering Etiquette y Business Etiquette Made Easy: The Essential Guide to Professional Success.

## Biografía
Myka Meier nació el 27 de junio de 1982 en Sarasota, Florida. Creció en una familia de clase media. Asistió a una estricta escuela británica en Barbados. Tiene estudios de grado realizados en la Universidad de Florida. Comenzó a tomar cursos de etiqueta luego de trabajar en el extranjero en comunicaciones. Meier vivió siete años en Londres, y allí fue entrenada por una exmiembro de la casa real de Isabel II de Reino Unido. Se capacitó en etiqueta europea, británica y estadounidense en el Institut Villa Pierrefeu, una escuela de buenos modales en Glion, Suiza.
En 2014 fundó Beaumont Etiquette, una empresa de consultoría ubicada en Nueva York. Ha trabajado con miembros de la familia real británica. Es la cofundadora del «Plaza Hotel's Finishing Program» un programa de entrenamiento en protocolo y etiqueta, el cual se realiza en el afamado hotel. Además enseña una clase de etiqueta llamada The Duchess Effect (El efecto duquesa) inspirada en las modales de Catherine, duquesa de Cambridge, y en Meghan, duquesa de Sussex.
Sus clases implican el conocimiento de la etiqueta para comidas, ser un buen anfitrión, etiqueta de negocios y protocolo real. Estos cursos de etiqueta están dirigidos para adultos, jóvenes y niños para pulir sus modales antes de un próximo evento social o comercial. También ha trabajado con recursos humanos internos y departamentos de contratación de algunas de las compañías Fortune 100 más exitosas.
Publicó su primer libro en el 2020 Modern Etiquette Made Easy: A Five-Step Method to Mastering Etiquette (Etiqueta moderna de forma fácil : un método de cinco pasos para dominar la etiqueta) agotado mundialmente en menos de 24 horas luego de su lanzamiento el 21 de enero de 2020. A través de capítulos fáciles de seguir, las lecciones relacionadas permiten aprender a crear la mejor primera impresión, en convertirse en el invitado a la fiesta más codiciado, a establecer vínculos de manera profesional y a practicar los buenos modales en la mesa.
Su segundo libro, Business Etiquette Made Easy: The Essential Guide to Professional Success (Etiqueta de negocios de forma fácil : la guía esencial para el éxito profesional), se publicó el 5 de mayo de 2020. En este libro comparte consejos prácticos para incorporar en la vida laboral diaria: desde mejorar los curriculum vitae y las entrevistas a cualquier nivel, el código de vestimenta profesional, dar una gran primera impresión, relacionarse profesionalmente y tener excelentes modales en la mesa en las comidas de negocios
Fue nombrada una socia oficial de Downton Abbey: The Exhibition in America (Downton Abbey : La Exposición en América).
Myka Meier fue apodada la «reina de la etiqueta» por el periódico Daily Mail, "la reina norteamericana de los buenos modales" y la "primera dama estadounidense de los modales" por el The Times y «La Marie Kondo de la etiqueta» por el diario The Evening Standard.
Apareció en diversas publicaciones tales como Vogue, Town & Country, Harper's Bazaar, Elle Decor, InStyle, People, Fast Company, Good Housekeeping, Brides y ¡Hola!, aconsejando sobre buenos modales. También se presentó en los programas televisivos Good Morning America y The Today Show.
Durante la pandemia de enfermedad por coronavirus de 2020 aportó diferentes consejos sobre el teletrabajo y la nueva normalidad en los saludos.
Meier posee doble ciudadanía de los Estados Unidos y el Reino Unido. Está casada con Marco Meier, un empresario suizo. Tienen una hija y vive en Nueva York.